# Kōin-dōri
Pour les articles homonymes, voir Koin (homonymie).
Le Kōin-dōri (後院通, Kōin-dōri) est une voie du centre-ville de Kyoto, dans l'arrondissement de Nakagyō. Elle l'une des seules voies diagonales de la ville. 

## Description

### Situation
Le Kōin-dōri est une courte rue du centre de l'arrondissement de Nakagyō et une des principales artères de la ville, reliant Senbon-Sanjō au nord et à l'ouest, à Ōmiya-Shijō, au sud et à l'est. Il commence dans le quartier de Mibushujaku-chō (壬生朱雀町) et termine dans celui de Nishikiōmiya-chō (錦大宮町). La rue débute au carrefour des rues Sanjō (ja) (三条通) et Senbon (en) (千本通). La rue rectiligne, mais est sa position dans le réseau routier est à un angle incliné d'environ 45 degrés.
La circulation se fait dans les deux sens et la chaussée est assez large pour accommoder quatre voies à certains endroits. On trouve aussi des voies cyclistes. La rue fait environ 800 mètres de long.

### Voies rencontrées
Du nord au sud (N), et d'ouest en est (E), en commençant par les voies orientées nord-sud. Les voies rencontrées de la droite sont mentionnées par (d), tandis que celles rencontrées de la gauche, par (g). Seules les rues ayant un nom sont listées.
1. Sanjō-dōri (ja) (三条通) (N)
2. Senbon-dōri (en) (千本通) (E)
3. (g) Rokkaku-dōri (六角通) (N)
4. Bōjō-dōri (坊城通) (E)
5. Takoyakushi-dōri (蛸薬師通) (N)
6. (d) Mibugawa-dōri (ja) (壬生川通) (E)
7. Nishikikōji-dōri (錦小路通) (N)
8. Shijō-dōri (en) (四条通) (N)
9. Ōmiya-dōri (en) (大宮通) (E)

- Sources : (ja) Université Ritsumeikan Asia Pacific (en), « 近代京都オーバーレイマップ », sur Art Research Center,‎ 2023 (consulté le 28 septembre 2023).

### Transports en commun
Les bus du réseau d'autobus de Kyoto (ja) passent sur la rue, dû à la largeur de la chaussée et l'importance de la rue dans le réseau routier municipal. Les arrêts sur la rue sont Senbon Sanjō / Suzaku Ritsumeikan (千本三条・朱雀立命館前, lignes 6, 18, 46, 52, 55, 69, 201, 206 et Spécial 18), au carrefour de Senbon et Sanjō et près du campus Suzaku de l'Université de Ritsumeikan, Mibu Sōshajō-mae (みぶ操車場前, lignes 6, 18, 46, 52, 55, 69, 201, 206 et Spécial 18), coin Takoyakushi et Kōin, et Shijō Ōmiya No. 9 (四条大宮 (9のりば), lignes 46, 52 et 55), juste avant de croiser Shijō et Ōmiya. On trouve aussi l'arrêt Shijō Ōmiya (四条大宮, lignes 3, 6, 8, 11, 13, 18, 26, 27, 28, 29, 32, 46, 52, 55, 58, 67, 69, 71, 91, 201, 203, 206, 207, Boucle 13, Spécial 13, Spécial 18 et Spécial 71), juste à côté, sur Shijō.
L'arrêt du métro de Kyoto le plus proche est au nord de la rue, gare de Nijō, conjointement desservie par la ligne Sagano de JR West, et Nijōjō-mae,.

## Odonymie
L'origine du nom de la rue, officialisé par la ville par décret en 1932, semble être le « Shijō-goin » (四条後院), prononcé « Goin » au lieu de « Kōin », qui était un palais impérial secondaire à l'Empereur En'yū (円融天皇, 959-991). Une stèle commémore l'ancien lieu au carrefour d'Ōmiya et Shijō,.
La rue est parfois surnommée « la rue diagonale » (斜めの道, naname no michi), ou est appelée par les noms Senbon et Ōmiya par erreur.
Une plaque de rue portant le nom « Kōin-dōri » est posée par la ville la première fois le 1er avril 2019.

## Histoire
La rue a été créée à la fin de l'ère Meiji (1868-1912), et est donc très récente, comparée à la majorité des rues de la ville, qui suivent un plan quadrillé de plus de 400 ans importé de Chine pour la construction de la ville impériale en 794, puis actualisé à la fin XVIe siècle par le samouraï Toyotomi Hideyoshi, conseiller de l'Empereur. La rue a été créée entre 1911 et 1913 dans une zone encore agricole à l'époque, mais qui n'était pas desservie par des routes majeures,. Cette zone agricole était occupée par le village de Mibu (ja) (壬生村), qui avait fusionné avec ceux de Nishinokyō (ja) (西ノ京村) et de Juraku (聚楽廻) pour former le village moderne de Sujakuno (朱雀野村) en 1889,. Le 1er avril 1918, Sujakuno intègre effectivement Kyoto, dans l'arrondissement de Shimogyō, plus tard redécoupé pour former celui de Nakagyō. La création de la rue a permis de relier deux artères importantes du centre-nord de la ville, en l'instance, la section nord de Senbon, et la section sud d'Ōmiya, qui au XXIe siècle sont des boulevards à plusieurs voies. La rue a été créée pour faire circuler le premier tramway de Kyoto, ouvert au début du XXe siècle sous l'impulsion du second maire de Kyoto, Saigō Kikujirō (西郷 菊次郎, 1861-1928). La ligne Senbon-Ōmiya ouverte en 1912 circulait de l'actuel commissariat de Nakagyō jusqu'à Senbon-Marutamachi, avant que le terminus sud soit prolongé jusqu'à Ōmiya-Shijō quelques mois plus tard. Ainsi, la rue est ouverte à cette même période en tant qu'artère à deux voies, dû à la présence du tramway. Une théorie pour l'alignement diagonal de la rue est relié aux dépôts de bois établis sur Senbon-Sanjō à l'époque, dû à la présence de canaux sur Senbon qui 
étaient reliés à la rivière Nishi-Takase (ja) (西高瀬川), et dont les commerces auraient été séparés en deux par la création de la rue et de la ligne de tramway si elle passait sur Senbon. Cependant, aucune trace écrite de plaintes de la part de commerçants du bois n'a pas être trouvée, et la théorie est faible. Une autre théorie plus simple est car la région aujourd'hui parcourue par Kōin-dōri était faiblement peuplée et le maire voulait attirer plus de commerce dans le secteur et relier deux secteurs commerciaux déjà très importants, Senbon-Sanjō et Shijō-Ōmiya. Un dépôt d'attache avait été construit au cœur de l'ancien village de Mibu, dans l'actuel commissariat de Nakagyō, et cette théorie est donc plus plausible. La ligne Senbon-Ōmiya finit par fermer en 1972 dû à la motorisation de la ville et le remplacement des tramways en autobus, mais la rue a subsisté.

## Patrimoine et lieux d'intérêt
À son début, au nord-ouest du carrefour, se trouve le campus Suzaku de l'Université de Ritsumeikan, ainsi que la ligne Sagano, qui parcourt la ville du nord au sud. Du côté est, c'est le début du quartier commerçant de la rue Sanjō (三条商店街), une allée couverte par un toit et parsemée de commerces de part et d'autre de la rue Sanjō. Entre Senbon et Bōjō se trouve l'école primaire Suzaku Daiichi (ja) (京都市立朱雀第一小学校), ouverte en 1903 et déplacée légèrement après la création de la rue.
Au carrefour avec Mibugawa se trouve le commissariat de Nakagyō (ja), déménagé à cet emplacement le 1er avril 2012 à l'occasion de la restructuration de la police municipale,. Le commissariat occupe l'emplacement de l'ancien dépôt de tramways de Mibu, qui fonctionne encore comme dépôt pour certains bus du réseau municipal. Les rails du tramway, qui avaient été ensevelis sous l'asphalte, ont finalement été retirés dans les années 2020. Certains poteaux électriques subsistent encore.

Quelques lieux d'intérêts
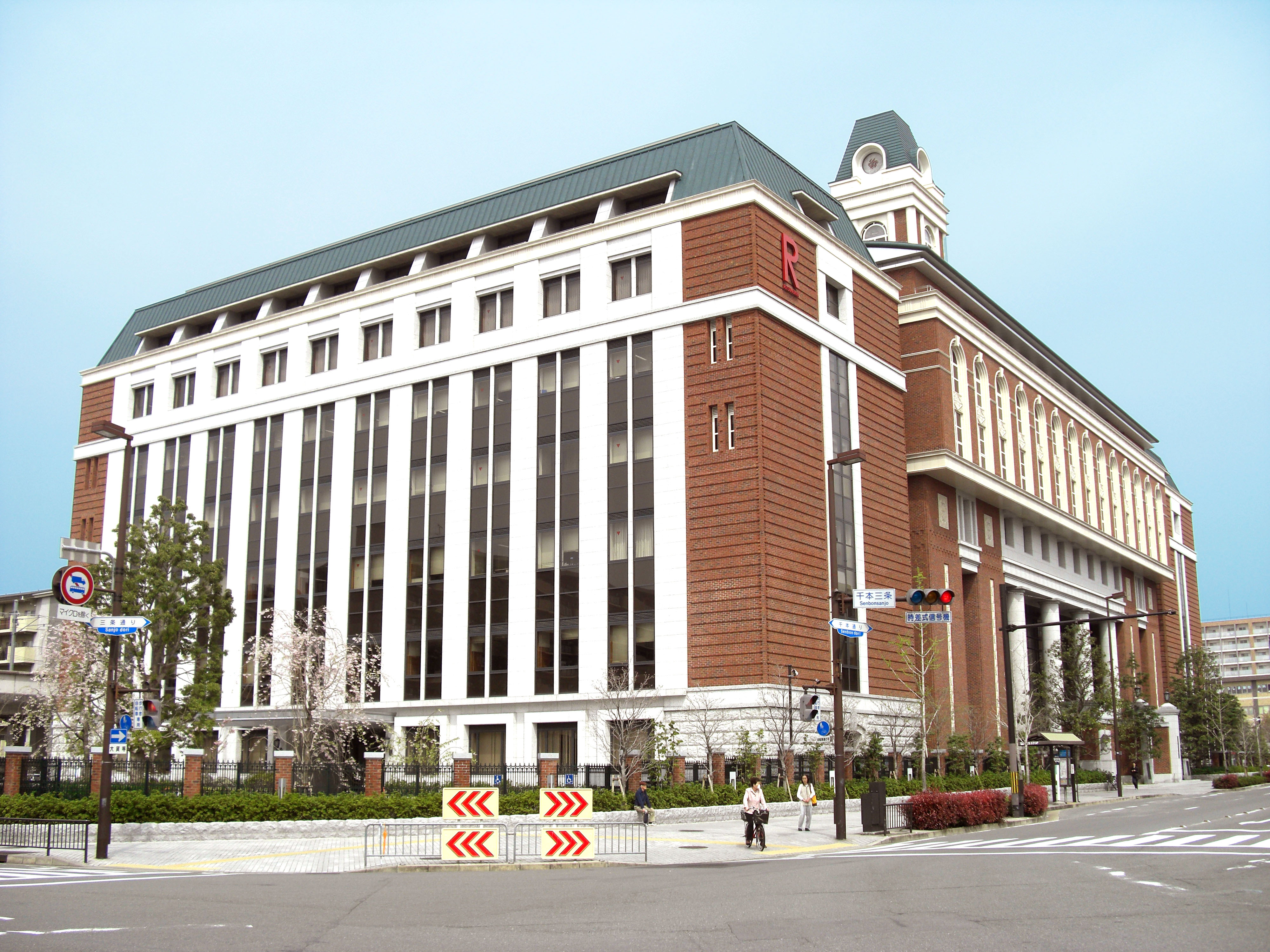
Campus Suzaku de l'Université de Ritsumeikan
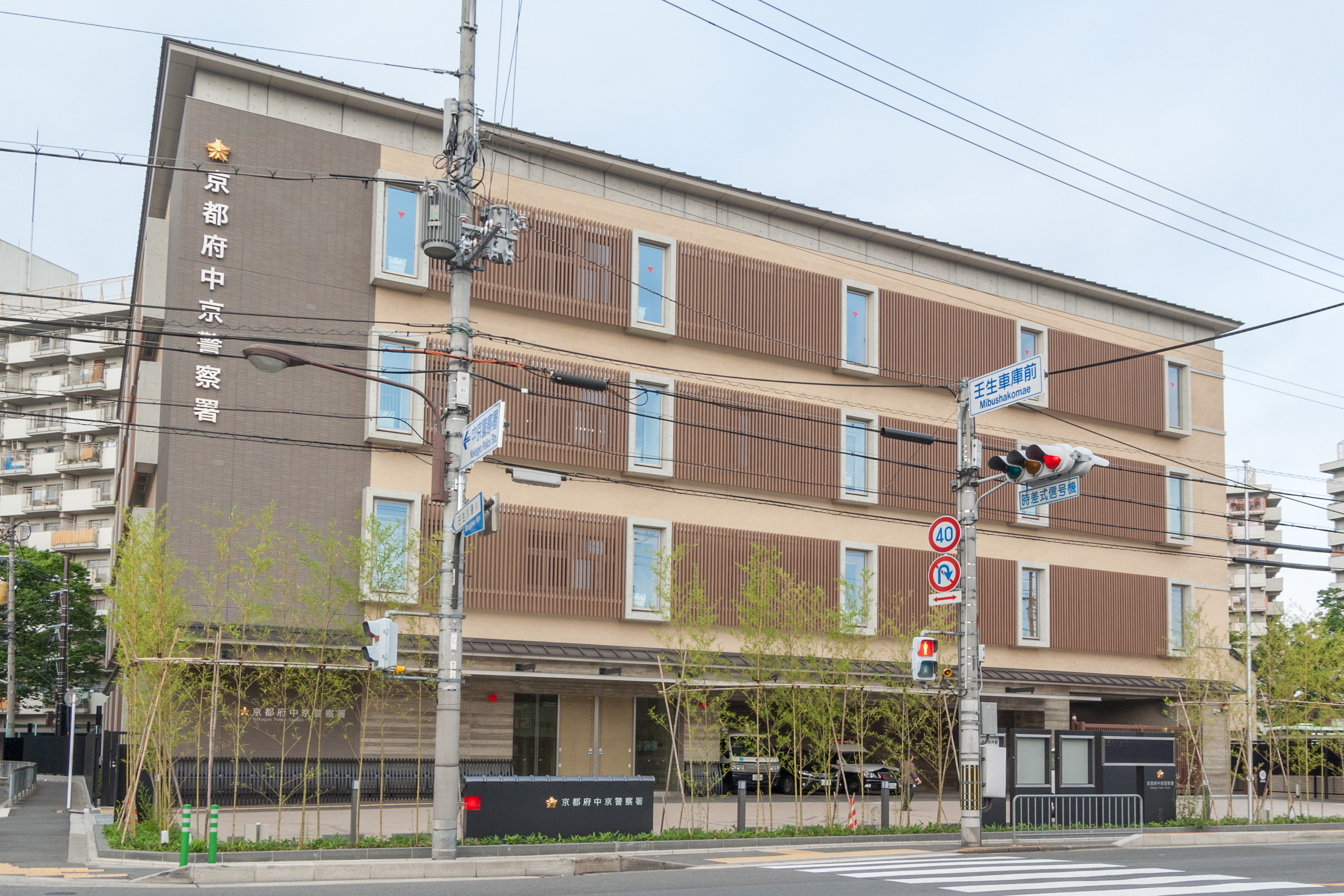
Commissariat de Nakagyō
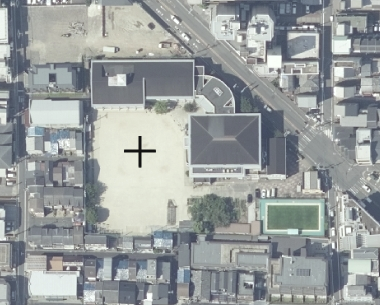
École primaire Suzaku Daiichi